# Привислинская железная дорога
Привислянская железная дорога (Привислинская железная дорога) — железная дорога в Российской империи, образована в 1873 году. В 1898 году образованы Привислинские железные дороги при объединении Варшавско-Тереспольской, Ивангородо-Домбровской, Брест-Холмской, Седлец-Малкинской, Принаревской и собственно Привислинской дорог.

## История
Для сооружения линии от станции Ковель Киево-Брестской железной дороги через города Люблин, Ивангород, Варшаву, Новогеоргиевск и Млаву до прусской границы было образовано «Общество Привислянской железной дороги». Устав общества утверждён 18 ноября 1873 года. Линия от Ковеля до Млавы длиной 459 км открыта в 1877 году. Максимальный продольный уклон пути на железной дороге был 8 ‰, наименьший радиус кривых в поворотах — 640 м .
- 1876 г. Луков — Ивангород (61 км)
- 1887 г. Брест — Холм (113 км)
- 1887 г. Седлец — Малкин (66 км)
- 1893 г. Малкин — Лапы (142 км)
- 1897 г. Остроленка — Пилява (132 км)
- 1897 г. Бельск — Беловеж (52 км)
- 1899 г. Луков — Люблин (110 км)
- 1907 г. Волковыск — Андреевцы — Седлец (180 км)

С 1 января 1898 года объединена с Варшавско-Тереспольской железной дорогой в Привислинские железные дороги.